# Krystyna Janda
Pour les articles homonymes, voir Janda.
Krystyna Jolanta Janda, née le 18 décembre 1952 à Starachowice, en Pologne, est une actrice polonaise.

## Biographie
Krystyna Janda est particulièrement connue pour avoir tenu le premier rôle dans plusieurs films du réalisateur polonais Andrzej Wajda, dont L'Homme de marbre (Człowiek z marmuru, 1977) et L'Homme de fer (Człowiek z żelaza, 1981), puis dans Espion, lève-toi d'Yves Boisset, où elle joue la compagne de Sébastien Grenier (Lino Ventura), ancien espion réveillé.
Elle reçoit le prix d'interprétation féminine au Festival de Cannes 1990 pour son rôle dans L'Interrogatoire, du réalisateur polonais Ryszard Bugajski.
Première épouse d'Andrzej Seweryn, elle a eu avec lui une fille, Maria Seweryn, elle aussi comédienne.
Outre le polonais, elle parle le français et l’allemand. 

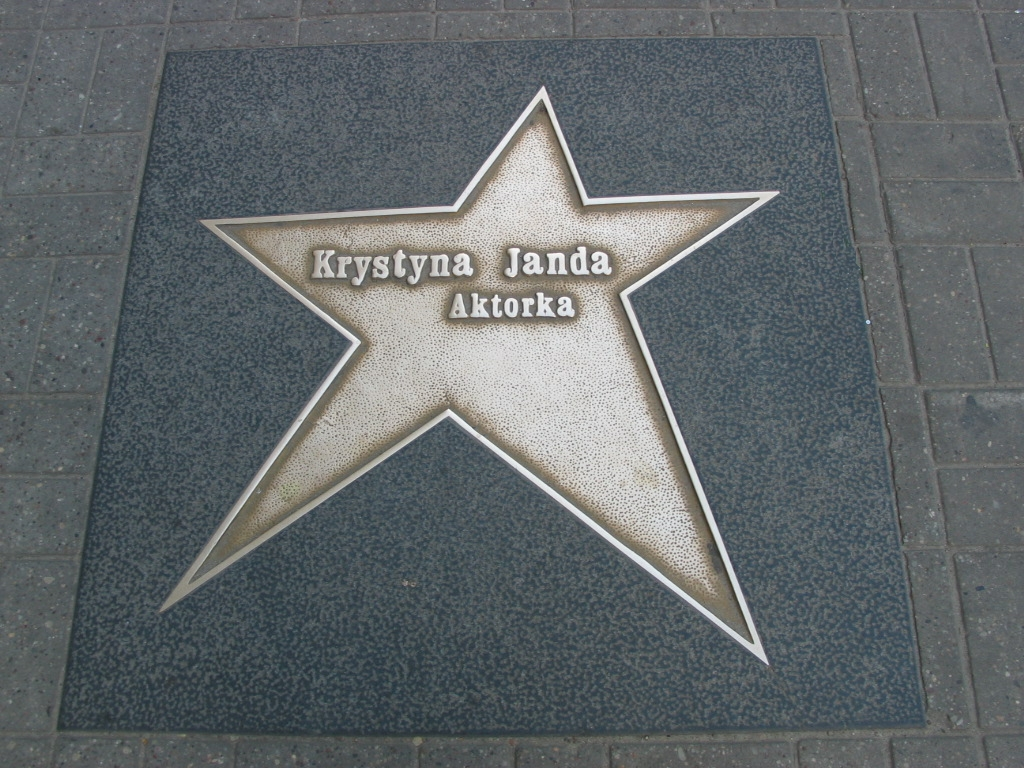
Allée des Célébrités de Łódź (Pologne)

## Filmographie partielle
- 1977 : L'Homme de marbre (Człowiek z marmuru), d'Andrzej Wajda : Agnieszka
- 1978 : Sans anesthésie (Bez znieczulenia), d'Andrzej Wajda : Agata
- 1980 : Golem, de Piotr Szulkin : Rozyna
- 1980 : Le Chef d'orchestre (Dyrygent), d'Andrzej Wajda : Marta
- 1981 : L'Homme de fer (Człowiek z żelaza), d'Andrzej Wajda : Agnieszka
- 1981 : Mephisto, d'István Szabó : Barbara Bruckner
- 1981 : La Guerre des mondes (Wojna swiatów - nastepne stulecie) de Piotr Szulkin : Gea
- 1982 : Espion, lève-toi, d'Yves Boisset : Anna Gretz
- 1982 : L'Interrogatoire (Przesluchanie), de Ryszard Bugajski : Tonia Dziwisz
- 1983 : Cœur de braises, de Thomas Koerfer : Anna
- 1985 : Vertiges de Christine Laurent : Maria
- 1987 : W zawieszeniu, de Waldemar Krzystek : Anna
- 1987 : Laputa, de Helma Sanders-Brahms : Malgorzata
- 1987 : Sur le globe d'argent (Na srebrnym globie), d'Andrzej Żuławski
- 1988 : Tu ne tueras point, de Krzysztof Kieślowski : Dorota
- 1988 : Décalogue, Décalogue 2 et Décalogue 5, de Krzysztof Kieślowski
- 1989 : Stan posiadania, de Krzysztof Zanussi
- 1992 : Fausse Sortie, de Waldemar Krzystek : Francuzka
- 1997 : Un air si pur..., d'Yves Angelo : Mme Leduroy
- 2000 : La Vie comme maladie mortelle sexuellement transmissible de Krzysztof Zanussi : Anna
- 2009 : Tatarak, d'Andrzej Wajda : Marta
- 2009 : Tribulations d'une amoureuse sous Staline (Rewers), de Borys Lankosz : Irena Jankowska, la mère de Sabina
- 2011 : Elles, de Małgorzata Szumowska : La mère d'Alicja